# 大部港
大部港（おおべこう）は、香川県小豆郡土庄町大部の小豆島北東部にある地方港湾。港湾管理者は香川県。
大部港は小豆島の北岸中央部に位置し、北の玄関として重要な役割を担っている。
観光地として有名な寒霞渓の北面の登山口、シルバービーチへのアクセス拠点でもある。

## 休止航路
- 日生〜大部航路は2023年11月末をもって運航を休止した。
  - 瀬戸内観光汽船 フェリーひなせ（998総トン）- 所要時間60分　4便/日

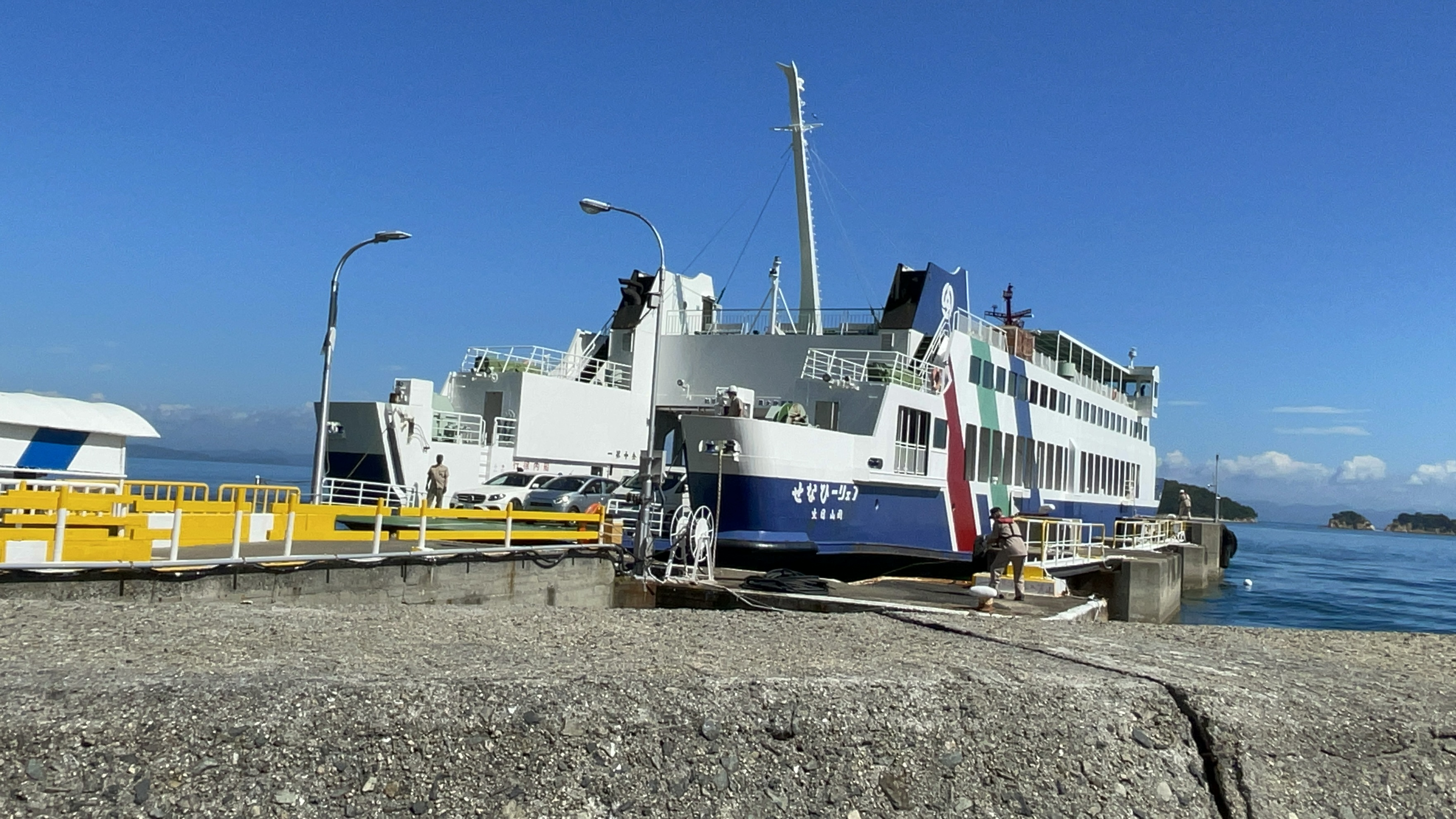
接岸するフェリーひなせ

## 路線バス
小豆島オリーブバスが運行。
- 北廻り福田線　福田港 - 大部 - 土庄町中心部 - 池田港 - 小豆島中央病院(土庄港行きの場合は池田港、小豆島中央病院には止まらない。)

本港を通るバスは一路線のみなのでオリーブタウン前でそれぞれの行き先に乗り換える必要がある。
大部港の最寄りバス停は大部で、港まで徒歩3分かかる

## 周辺情報
港には喫茶店があり、周辺には郵便局や駐在所がある。
- 香川県道26号土庄福田線（北回り）
- 香川県道31号嶮岨山線（寒霞渓へ通じる）